# Termodinàmica biològica
La termodinàmica biològica és un terme que a vegades s'utilitza per referir-se a la bioenergètica, l'estudi de la transformació d'energia en les ciències de la vida. La termodinàmica biològica es pot definir com l'estudi quantitatiu de les transduccions d'energia que es produeixen a dins i entre els organismes, estructures i cèl·lules, així com de la naturalesa i el funcionament dels processos químics subjacents. La termodinàmica biològica pot concernir la qüestió de si el benefici associat amb un tret fenotípic particular val la inversió energètica que requereix.